# Вебер, Джозеф
Джо́зеф Ве́бер (англ. Joseph Weber; 17 мая 1919 — 30 сентября 2000) — американский физик. Он дал первую известную публичную лекцию о принципах работы мазеров и лазеров, а также является пионером в попытках детектирования гравитационных волн.

## Образование
Джозеф Вебер получил среднее образование в городе Патерсон, Нью-Джерси, где посещал также религиозную школу Талмуд-тора, в разгар Великой депрессии. Высшее образование он начинал в Cooper Union, но для экономии средств затем подал заявку и перешёл по результатам экзаменов в Военно-морскую академию США, которую окончил в 1940 году.

## Карьера во флоте
Во время Второй мировой войны Вебер служил на различных кораблях ВМФ США, поднявшись до звания лейтенант-коммандер. Важное значение для него имела служба на авианосце «Леди Лекс» USS Lexington (CV-2). Вебер был вахтенным офицером на «Лексингтоне» когда произошла атака на Перл-Харбор. В сражении в Коралловом море «Лексингтон» потопил японский авианосец «Сёхо» и сам был потерян 8 мая 1942 года в результате пожара. Вебер часто рассказывал своим студентам, как раскалённый корпус «Лексингтона» светился, уходя под воду.
Позднее Вебер стал капитаном охотника за подводными лодками SC-690, сначала в Карибском море, затем в Средиземном. В этой роли он принимал участие в сицилийской операции в заливе Джела в июле 1943 года.
Вебер изучал электронику в Naval Postgraduate School в 1943 году, и в 1945—1948 годах возглавлял отдел разработки средств радиоэлектронного подавления в Bureau of Ships (Вашингтон). Он вышел в отставку в 1948 году в звании лейтенант-коммандер, чтобы стать профессором электротехники (англ. professor of electrical engineering) в Мэрилендском университете в Колледж-Парке.

## Ранняя научная карьера, предшественник мазера
С 1948 года Вебер стал работать на техническом факультете Мэрилендского университета. Его приняли с условием, что он быстро станет PhD, таким образом, помимо дневной работы на факультете Вебер ночами занимался исследованиями по микроволновой спектроскопии. В 1951 году Вебер защитил в Католическом университете Америки диссертацию «Микроволновые методы в химической кинетике» («Microwave Technique in Chemical Kinetics»). Во время своих диссертационных исследований Вебер выдвинул идею о возможности получения когерентного стимулированного микроволнового излучения и был автором первой широкой презентации этого принципа во время публичной лекции во время Electron Tube Research Conference в Оттаве в 1952 году. Эти идеи были разработаны одновременно Ч. Таунсом и Н. Басовым с А. Прохоровым, которые на несколько другом принципе построили первые действующие прототипы мазеров и лазеров и получили Нобелевскую премию по физике 1964 года.

## Детектирование гравитационных волн
Интерес Вебера к общей теории относительности вылился в то, что на 1955—1956 учебный год Вебер взял творческий отпуск (англ. sabbatical), финансируемый стипендией Гуггенхайма, и провёл это время, изучая гравитационные волны с Дж. Уилером в Институте перспективных исследований и Институте теоретической физики имени Лоренца (Лейденский университет). В то время вызывало вопросы само существование гравитационных волн в рамках общей теории относительности. Теоретические сомнения в основном развеялись к 1960-м годам, а Вебер стал первым, кто попытался задетектировать их на практике. После перехода к поиску гравитационных волн Вебер перешёл с технического на физический факультет Мэрилендского университета.
Вебер изобрёл первый тип гравитационных антенн — резонансные антенны, и с конца 1960-х годов начал публиковать статьи, в которых утверждал, что он детектирует гравитационные волны. Сообщения вызвали научную сенсацию, многочисленные группы по всему миру начали строить подобные детекторы для проверки и уточнения результатов. В 1972 году портативный детектор «Lunar Surface Gravimeter», изготовленный Вебером, был даже установлен на Луне в рамках научной программы полёта Аполлон 17 — он измерял амплитуды собственных колебаний Луны, возбуждаемых в том числе проходящими гравитационными волнами.

### Опровержение обнаружения гравитационных волн
В 1970-х годах результаты этих экспериментов были опровергнуты практически всеми другими исследователями, хотя Вебер продолжал настаивать на действительности детектирования им гравитационных волн. Один из главных противников реальности результатов Вебера, физик из лаборатории IBM Ричард Гарвин, построивший подобный Веберовскому детектор, получил за 6 месяцев наблюдений только один импульс, который скорее всего был шумовым, хотя по утверждениям Вебера их должно было быть намного больше. Другой физик, Дуглас, Дэвид, обнаружил ошибку в компьютерной программе, которая, как он утверждал, и привела к появлению «суточной модуляции гравитационно-волнового сигнала», найденной Вебером, из чистого шума. Гарвин упорно и активно отстаивал неверность результатов Вебера, в том числе на Пятой кембриджской конференции по теории относительности в МТИ в июне 1974 года, где они встретились лично.
Данное противостояние получило своё завершение (со стороны научного консенсуса) в серии писем, которыми стороны обменялись в журнале Physics Today. Гарвин утверждал, что модель Вебера «безумна, потому что вся энергия Вселенной должна была бы полностью перейти в гравитационное излучение за примерно 50 миллионов лет, если бы действительно детектировалось то, что детектирует Джо Вебер» (англ. insane, because the universe would convert all of its energy into gravitational radiation in 50 million years or so, if one were really detecting what Joe Weber was detecting.). Вебер, согласно Гарвину, «просто такой человек, что он не может признать: „Нет, я никогда не детектировал гравитационной волны.“ А Национальный научный фонд, к сожалению, финансировавший эту работу, не настолько твёрд в убеждениях, чтобы подвести черту под этой историей, как они должны были бы сделать» (англ. is just such a character that he has not said, 'No, I never did see a gravity wave.' And the National Science Foundation, unfortunately, which funded that work, is not man enough to clean the record, which they should.). В результате точка зрения Вебера была опровергнута.
В последующие годы, вплоть до самой смерти, Вебер продолжал настаивать на том, что он детектирует гравитационно-волновые сигналы, в частности, от сверхновой SN 1987A и гамма-всплесков, но его работы проходили незамеченными научным сообществом.
Процесс того, как утверждения Вебера о детектировании гравитационных волн были признаны несостоятельными, описан в нескольких статьях и в книгах Gravity’s shadow социолога Гарри Коллинза и Einstein’s unfinished symphony Марсии Бартусяк.

## Наследие
Хотя утверждения Вебера о детектировании гравитационных волн с помощью его антенн отвергнуты научным сообществом, Вебер признаётся отцом научного направления гравитационно-волновой астрономии, включающего ныне такие проекты как LIGO, MiniGrail и другие. Вебер также предлагал идею лазерного интерферометра как гравитационно-волнового детектора, на основе которой в 2015 году коллаборацией LIGO в итоге и была проведена первая прямая регистрация гравитационно-волнового сигнала. Первый же подобный детектор был построен учеником Вебера Робертом Форвардом в Hughes Research Laboratories.
В честь учёного названа Премия Джозефа Вебера в области астрономического инструментария.

## Личная жизнь
Вебер был младшим из четырёх детей в семье идиш-говорящих родителей-эмигрантов из Прибалтики. До того, как он пошёл в начальную школу, его звали Йона (Yonah). У него не было сертификата о рождении, а фамилия Вебер была взята его отцом для соответствия паспорту, по которому он смог эмигрировать в США (настоящая его фамилия была Гербер). Таким образом, Джо Вебер практически не имел доказательств соответствия как своему имени, так и фамилии, что привело к некоторым неприятностям в зените маккартизма.
Был женат на школьной подруге Аните Штраус (Anita Straus). После ее смерти в 1971 году Вебер женился на астрономе Вирджинии Тримбл (1943 г. р.). Он шутил затем, что женился, будучи знаменитым, на неизвестной учёной, а затем они поменялись ролями. У него было четверо сыновей (от первого брака) и шесть внуков (на момент смерти в 2000 году от лимфомы).